# Гранд Ривјер (Квебек)
Гранд Ривјер (фр. Grande-Rivière) је град у Канади у покрајини Квебек. Према резултатима пописа 2011. у граду је живело 3.456 становника.

## Становништво
Према резултатима пописа становништва из 2011. у граду је живело 3.456 становника, што је за 1,4% више у односу на попис из 2006. када је регистровано 3.409 житеља.
| 2006. | 2011. |
| ----- | ----- |
| 3.409 | 3.456 |